# Eleição municipal de Taboão da Serra em 2024
A eleição municipal de Taboão da Serra em 2024 foi o 19.º pleito eleitoral realizado na história do município. O 1.º turno ocorreu em 6 de outubro, porém como nenhuma das candidaturas a prefeito alcançou a maioria absoluta dos votos válidos, um 2.º turno ocorreu três semanas depois, em 27 de outubro, com os dois candidatos mais votados. Isso deve-se ao fato de que Taboão da Serra possui mais de 200 000 eleitores registrados e aptos ao voto e, dessa forma, atende ao critério eleitoral definido pelo inciso II do artigo n.º 29 da Constituição Federal para a realização de um 2.º turno caso a disputa eleitoral não tenha sido decidida na etapa anterior de votação.
Segundo dados do Tribunal Superior Eleitoral, 212 345 eleitores compunham o eleitorado taboanense apto a eleger 1 prefeito, 1 vice–prefeito e 13 vereadores para a Câmara Municipal em 2024, uma redução de 2,35% em relação à 2020.

## Calendário eleitoral
| Início        | Fim           | Atividades | Status    |
| ------------- | ------------- | --- | --------- |
| 7 de março    | 5 de abril    | Janela partidária para vereadores trocarem de partido visando concorrer às eleições sem perder o mandato. | Realizado |
| 6 de abril    | 6 de abril    | Data-limite para todas as legendas e federações partidárias obterem o registro dos estatutos no TSE e para todos os candidatos terem domicílio eleitoral na circunscrição em que desejam disputar as eleições com a filiação deferida pelo partido. | Realizado |
| 15 de maio    | 15 de maio    | Início da campanha de arrecadação prévia de recursos na modalidade de financiamento coletivo para pré-candidatos, sem realização de pedidos de voto e obedecendo a regras relativas à propaganda eleitoral na Internet.                             | Realizado |
| 20 de julho   | 5 de agosto   | Realização de convenções partidárias para deliberar sobre coligações e escolher candidatos às prefeituras e aos cargos de vereador. Os partidos têm até 15 de agosto para registrar os nomes na Justiça Eleitoral.                                  | Realizado |
| 16 de agosto  | 16 de agosto  | Início das campanhas eleitorais de forma igualitária, podendo qualquer publicidade ou manifestação com pedido explícito de voto antes da data ser considerada irregular e multada.                                                                  | Realizado |
| 30 de agosto  | 3 de outubro  | Veiculação da propaganda eleitoral gratuita no rádio e na televisão. | Realizado |
| 6 de outubro  | 6 de outubro  | Realização do primeiro turno das eleições municipais. | Realizado |
| 11 de outubro | 25 de outubro | Veiculação da propaganda eleitoral gratuita no rádio e na televisão para o segundo turno. | Realizado |
| 27 de outubro | 27 de outubro | Realização de um eventual segundo turno nas cidades com mais de 200 mil eleitores em que o candidato a prefeito mais votado não tenha atingido a metade mais um dos votos válidos.                                                                  | Realizado |

## Candidaturas oficiais
| Candidaturas deferidas pelo TSE para a disputa eleitoral | Candidaturas deferidas pelo TSE para a disputa eleitoral | Candidaturas deferidas pelo TSE para a disputa eleitoral | Candidaturas deferidas pelo TSE para a disputa eleitoral | Candidaturas deferidas pelo TSE para a disputa eleitoral | Candidaturas deferidas pelo TSE para a disputa eleitoral | Candidaturas deferidas pelo TSE para a disputa eleitoral                                                                    | Candidaturas deferidas pelo TSE para a disputa eleitoral |
| N.º                                                      | N.º                                                      | Candidato(a) a prefeito(a)                               | Candidato(a) a prefeito(a)                               | Candidato(a) a vice-prefeito(a)                          | Candidato(a) a vice-prefeito(a)                          | Coligação | Situação                                                 |
| -------------------------------------------------------- | -------------------------------------------------------- | -------------------------------------------------------- | -------------------------------------------------------- | -------------------------------------------------------- | -------------------------------------------------------- | --- | -------------------------------------------------------- |
|                                                          | 19                                                       |                                                          | Aprígio (Podemos)                                        |                                                          | Dr. Eduardo Nóbrega (Podemos)                            | Juntos para seguir mudando Taboão PDT / Podemos / PL / PSB / PSD / Avante / Federação Brasil da Esperança (PT / PV / PCdoB) | Não eleito                                               |
|                                                          | 30                                                       |                                                          | Marcos Costa (NOVO)                                      |                                                          | José Luiz Flores Macedo (NOVO)                           | partido isolado | Não eleito                                               |
|                                                          | 44                                                       |                                                          | Engenheiro Daniel (UNIÃO)                                |                                                          | Érica Franquini (MDB)                                    | Uma Nova Esperança para Taboão UNIÃO / MDB / Republicanos / Progressistas / PRTB / AGIR / Solidariedade                     | Eleito                                                   |
|                                                          | 45                                                       |                                                          | Fernando Fernandes (PSDB)                                |                                                          | Ronaldo Dias (DC)                                        | Federação PSDB–Cidadania (PSDB / Cidadania) / PRD / DC / MOBILIZA / PMB                                                     | Não eleito                                               |
|                                                          | 50                                                       |                                                          | Nil Félix (PSOL)                                         |                                                          | Dinha Souza (PSOL)                                       | Federação PSOL–REDE (PSOL / REDE)                                                                                           | Não eleito                                               |

## Pesquisas eleitorais

### 1.º turno

#### Intenções de voto
| Data de realização                    | Data de divulgação     | Instituto de pesquisa      | Registro no TSE | Eleitores entrevistados | Margem de erro | Candidatos                | Candidatos                | Candidatos     | Candidatos       | Candidatos          | Brancos e nulos | Não sabem/Não responderam |
| Data de realização                    | Data de divulgação     | Instituto de pesquisa      | Registro no TSE | Eleitores entrevistados | Margem de erro | Engenheiro Daniel (UNIÃO) | Fernando Fernandes (PSDB) | Aprígio (PODE) | Nil Félix (PSOL) | Marcos Costa (NOVO) | Brancos e nulos | Não sabem/Não responderam |
| ------------------------------------- | ---------------------- | -------------------------- | --------------- | ----------------------- | -------------- | ------------------------- | ------------------------- | -------------- | ---------------- | ------------------- | --------------- | ------------------------- |
| 29 a 30 de julho de 2024              | 4 de agosto de 2024    | Sebram Pesquisas           | SP–00055/2024   | 600                     | ±5,0%          | 29,83%                    | 23,33%                    | 15,67%         | 1,33%            | 0,83%               | 6,33%           | 22,67%                    |
| 10 a 12 de agosto de 2024             | 22 de agosto de 2024   | Instituto MAS              | SP–05701/2024   | 425                     | ±4,0%          | 39%                       | 22%                       | 17%            | 3%               | 2%                  | 11%             | 6%                        |
| 27 a 28 de agosto de 2024             | 1 de setembro de 2024  | AR7 Pesquisas Inteligentes | SP–06694/2024   | 600                     | ±4,0%          | 24,0%                     | 31,7%                     | 19,5%          | 3,8%             | 5,8%                | 7,7%            | 7,5%                      |
| 26 a 27 de agosto de 2024             | 2 de setembro de 2024  | Publi.QC Pesquisas         | SP–09278/2024   | 600                     | ±4,0%          | 12,3%                     | 20,7%                     | 27,5%          | 4,7%             | 3,2%                | 7,7%            | 24,0%                     |
| 24 a 26 de setembro de 2024           | 28 de setembro de 2024 | Badra Comunicação          | SP–01148/2024   | 1 060                   | ±2,5%          | 40,4%                     | 21,1%                     | 21,0%          | 2,0%             | 0,9%                | 7,3%            | 7,3%                      |
| 30 de setembro a 3 de outubro de 2024 | 4 de outubro de 2024   | Olhar Público Pesquisas    | SP–04642/2024   | 400                     | ±4,9%          | 28,5%                     | 19,8%                     | 32,5%          | 1,8%             | 0,8%                | 7,0%            | 9,6%                      |

#### Índices de rejeição
| Data de realização          | Data de divulgação     | Instituto de pesquisa      | Registro no TSE | Eleitores entrevistados | Margem de erro | Candidatos     | Candidatos                | Candidatos                | Candidatos       | Candidatos          | Poderiam votar em todos | Não sabem/Não responderam |
| Data de realização          | Data de divulgação     | Instituto de pesquisa      | Registro no TSE | Eleitores entrevistados | Margem de erro | Aprígio (PODE) | Fernando Fernandes (PSDB) | Engenheiro Daniel (UNIÃO) | Nil Félix (PSOL) | Marcos Costa (NOVO) | Poderiam votar em todos | Não sabem/Não responderam |
| --------------------------- | ---------------------- | -------------------------- | --------------- | ----------------------- | -------------- | -------------- | ------------------------- | ------------------------- | ---------------- | ------------------- | ----------------------- | ------------------------- |
| 29 a 30 de julho de 2024    | 4 de agosto de 2024    | Sebram Pesquisas           | SP–00055/2024   | 600                     | ±5,0%          | 40,17%         | 11,67%                    | 3,50%                     | 1,33%            | 0,83%               | 3,33%                   | 39,17%                    |
| 10 a 12 de agosto de 2024   | 22 de agosto de 2024   | Instituto MAS              | SP–05701/2024   | 425                     | ±4,0%          | 46%            | 17%                       | 7%                        | 7%               | 6%                  | 6%                      | 11%                       |
| 27 a 28 de agosto de 2024   | 1 de setembro de 2024  | AR7 Pesquisas Inteligentes | SP–06694/2024   | 600                     | ±4,0%          | 28,3%          | 16,7%                     | 10,2%                     | 10,7%            | 18,0%               | 8,3%                    | 7,8%                      |
| 26 a 27 de agosto de 2024   | 2 de setembro de 2024  | Publi.QC Pesquisas         | SP–09278/2024   | 600                     | ±4,0%          | 17,7%          | 16,7%                     | 21,2%                     | 14,3%            | 9,3%                | 8,3%                    | 12,5%                     |
| 24 a 26 de setembro de 2024 | 28 de setembro de 2024 | Badra Comunicação          | SP–01148/2024   | 1 060                   | ±2,5%          | 40,9%          | 11,2%                     | 5,8%                      | 3,8%             | 2,5%                | 9,7%                    | 26,1%                     |

### 2.º turno

#### Votos totais
| Data de realização         | Data de divulgação    | Instituto de pesquisa | Registro no TSE | Eleitores entrevistados | Margem de erro | Candidatos                | Candidatos     | Brancos e nulos | Não sabem/Não responderam |
| Data de realização         | Data de divulgação    | Instituto de pesquisa | Registro no TSE | Eleitores entrevistados | Margem de erro | Engenheiro Daniel (UNIÃO) | Aprígio (PODE) | Brancos e nulos | Não sabem/Não responderam |
| -------------------------- | --------------------- | --------------------- | --------------- | ----------------------- | -------------- | ------------------------- | -------------- | --------------- | ------------------------- |
| 17 a 22 de outubro de 2024 | 22 de outubro de 2024 | Instituto Veritá      | SP–02876/2024   | 810                     | ±3,5%          | 52,4%                     | 31,8%          | 11,0%           | 4,8%                      |
| 21 a 23 de outubro de 2024 | 24 de outubro de 2024 | Badra Comunicação     | SP–02465/2024   | 1 061                   | ±2,5%          | 62,1%                     | 24,8%          | 8,4%            | 4,7%                      |
| 22 a 23 de outubro de 2024 | 24 de outubro de 2024 | Instituto Vox Brasil  | SP–08789/2024   | 640                     | ±3,9%          | 64,4%                     | 22,8%          | 7,2%            | 5,6%                      |
| 21 a 24 de outubro de 2024 | 25 de outubro de 2024 | Paraná Pesquisas      | SP–00415/2024   | 800                     | ±3,5%          | 57,6%                     | 33,8%          | 5,1%            | 3,5%                      |
| 22 a 24 de outubro de 2024 | 25 de outubro de 2024 | GovNet Pesquisas      | SP–01130/2024   | 400                     | ±4,9%          | 65,3%                     | 20,0%          | 7,4%            | 7,3%                      |

#### Votos válidos
| Data de realização         | Data de divulgação    | Instituto de pesquisa | Registro no TSE | Eleitores entrevistados | Margem de erro | Candidatos                | Candidatos     |
| Data de realização         | Data de divulgação    | Instituto de pesquisa | Registro no TSE | Eleitores entrevistados | Margem de erro | Engenheiro Daniel (UNIÃO) | Aprígio (PODE) |
| -------------------------- | --------------------- | --------------------- | --------------- | ----------------------- | -------------- | ------------------------- | -------------- |
| 17 a 22 de outubro de 2024 | 22 de outubro de 2024 | Instituto Veritá      | SP–02876/2024   | 810                     | ±3,5%          | 62,7%                     | 37,3%          |
| 21 a 23 de outubro de 2024 | 24 de outubro de 2024 | Badra Comunicação     | SP–02465/2024   | 1 061                   | ±2,5%          | 71,5%                     | 28,5%          |
| 22 a 23 de outubro de 2024 | 24 de outubro de 2024 | Instituto Vox Brasil  | SP–08789/2024   | 640                     | ±3,9%          | 73,9%                     | 26,1%          |
| 21 a 24 de outubro de 2024 | 25 de outubro de 2024 | Paraná Pesquisas      | SP–00415/2024   | 800                     | ±3,5%          | 63,1%                     | 36,9%          |
| 22 a 24 de outubro de 2024 | 25 de outubro de 2024 | GovNet Pesquisas      | SP–01130/2024   | 400                     | ±4,9%          | 76,5%                     | 23,5%          |

## Resultados eleitorais

### Poder Executivo
Na disputa pela chefia do Poder Executivo municipal, verificou-se a reedição da disputa eleitoral ocorrida na eleição anterior: o prefeito em exercício Aprígio (Podemos) e o candidato Engenheiro Daniel (UNIÃO) foram mais uma vez os dois candidatos mais votados, porém como nenhum de ambos obteve a maioria absoluta dos votos registrados, novamente houve a necessidade de realização de um 2.º turno entre eles. Dessa vez, entretanto, Engenheiro Daniel (UNIÃO), derrotado na eleição de 2020 por margem ínfima de votos, confirmou o favoritismo apontado pelas pesquisas eleitorais e impediu a reeleição de Aprígio (Podemos), derrotando-o por ampla margem ao conquistar 89 386 votos, o equivalente a 66,27% dos votos válidos. Seu mandato à frente da Prefeitura de Taboão da Serra teve início em 1 de janeiro de 2025 e será concluído em 31 de dezembro de 2028.
| Candidatos a prefeito(a)   | Candidatos a prefeito(a)  | Candidato a vice-prefeito(a)   | 1.º turno      | 1.º turno   | 2.º turno      | 2.º turno   |
| Candidatos a prefeito(a)   | Candidatos a prefeito(a)  | Candidato a vice-prefeito(a)   | Total de votos | Porcentagem | Total de votos | Porcentagem |
| -------------------------- | ------------------------- | ------------------------------ | -------------- | ----------- | -------------- | ----------- |
|                            | Engenheiro Daniel (UNIÃO) | Érica Franquini (MDB)          | 73 479         | 48,98%      | 89 386         | 66,27%      |
|                            | Aprígio (Podemos)         | Dr. Eduardo Nóbrega (Podemos)  | 38 896         | 25,93%      | 45 492         | 33,73%      |
|                            | Fernando Fernandes (PSDB) | Ronaldo Dias (DC)              | 29 892         | 19,93%      | –              | –           |
|                            | Nil Félix (PSOL)          | Dinha Souza (PSOL)             | 6 086          | 4,06%       | –              | –           |
|                            | Marcos Costa (NOVO)       | José Luiz Flores Macedo (NOVO) | 1 654          | 1,10%       | –              | –           |
| Total de votos válidos     | Total de votos válidos    | Total de votos válidos         | 150 007        | 150 007     | 134 878        | 134 878     |
| Votos apurados             |                           |                                |                |             |                |             |
| Votos válidos              | Votos válidos             | Votos válidos                  | 150 007        | 88,61%      | 134 878        | 87,98%      |
| Votos em branco            | Votos em branco           | Votos em branco                | 7 852          | 4,64%       | 6 725          | 4,39%       |
| Votos nulos                | Votos nulos               | Votos nulos                    | 11 424         | 6,75%       | 11 694         | 7,63%       |
| Total de votos apurados    | Total de votos apurados   | Total de votos apurados        | 169 283        | 169 283     | 153 297        | 153 297     |
| Participação do eleitorado |                           |                                |                |             |                |             |
| Comparecimentos            | Comparecimentos           | Comparecimentos                | 169 283        | 75,20%      | 153 297        | 72,19%      |
| Abstenções                 | Abstenções                | Abstenções                     | 43 062         | 24,80%      | 59 048         | 27,81%      |
| Total de eleitores aptos   | Total de eleitores aptos  | Total de eleitores aptos       | 212 345        | 212 345     | 212 345        | 212 345     |
| Fonte: g1                  |                           |                                |                |             |                |             |

### Poder Legislativo
No sistema proporcional, pelo qual são eleitos os vereadores, o voto dado a um candidato é primeiro considerado para o partido ao qual ele é filiado. O total de votos de um partido é que define quantas cadeiras ele terá. Definidas as cadeiras, os candidatos mais votados do partido são chamados a ocupá-las. Abaixo encontram-se os candidatos a vereador eleitos, reeleitos e os que ficaram como suplentes para a 19.ª legislatura, iniciada em 1 de janeiro de 2025 e que será concluída em 31 de dezembro de 2028.
| N.º   | Candidato(a)            | Partido político | Votos obtidos | Porcentagem | Situação    |
| ----- | ----------------------- | ---------------- | ------------- | ----------- | ----------- |
| 12500 | Bressan                 | PDT              | 5 768         | 3,83%       | Eleito(a)   |
| 10456 | Sandro Ayres            | Republicanos     | 4 938         | 3,28%       | Reeleito(a) |
| 20400 | Enfermeiro Rodney       | Podemos          | 4 274         | 2,84%       | Reeleito(a) |
| 44789 | Marcos Paulo "Paulinho" | UNIÃO            | 4 210         | 2,80%       | Reeleito(a) |
| 12001 | Celso Gallo             | PDT              | 4 104         | 2,73%       | Reeleito(a) |
| 55671 | Anderson Nóbrega        | PSD              | 4 102         | 2,73%       | Reeleito(a) |
| 12600 | Alex Bodinho            | PDT              | 4 016         | 2,67%       | Suplente    |
| 20555 | Nezito                  | Podemos          | 3 711         | 2,47%       | Reeleito(a) |
| 44044 | Dr. Ronaldo Onishi      | UNIÃO            | 3 681         | 2,45%       | Reeleito(a) |
| 11121 | Didio                   | Progressistas    | 3 613         | 2,40%       | Eleito(a)   |
| 15123 | Carlinhos do Leme       | MDB              | 3 474         | 2,31%       | Reeleito(a) |
| 65123 | Professora Najara Costa | PCdoB            | 2 911         | 1,93%       | Eleito(a)   |
| 20714 | Luzia Aprígio           | Podemos          | 2 770         | 1,84%       | Suplente    |
| 55140 | Joice Silva             | PSD              | 2 747         | 1,83%       | Reeleito(a) |
| 11111 | Tenente Dacal           | Progressistas    | 2 544         | 1,69%       | Suplente    |
| 55123 | Mara do Record          | PSD              | 2 378         | 1,58%       | Suplente    |
| 45007 | Donizete                | PSDB             | 2 375         | 1,58%       | Eleito(a)   |